# Fairfield (Pennsilvània)
Fairfield és una població dels Estats Units a l'estat de Pennsilvània. Segons el cens del 2000 tenia 486 habitants.

## Demografia
Segons el cens del 2000, Fairfield tenia 486 habitants, 232 habitatges, i 139 famílies. La densitat de població era de 272 habitants per quilòmetre quadrat.
Dels 232 habitatges en un 25,9% hi vivien nens de menys de 18 anys, en un 50,4% hi vivien parelles casades, en un 7,3% dones solteres, i en un 39,7% no eren unitats familiars. En el 36,6% dels habitatges hi vivien persones soles el 21,1% de les quals corresponia a persones de 65 anys o més que vivien soles. El nombre mitjà de persones vivint en cada habitatge era de 2,09 i el nombre mitjà de persones que vivien en cada família era de 2,67.
Per edats la població es repartia de la següent manera: un 20,8% tenia menys de 18 anys, un 3,7% entre 18 i 24, un 26,1% entre 25 i 44, un 25,5% de 45 a 60 i un 23,9% 65 anys o més.
L'edat mediana era de 45 anys. Per cada 100 dones de 18 o més anys hi havia 84,2 homes.
La renda mediana per habitatge era de 31.053 $ i la renda mediana per família de 39.219 $. Els homes tenien una renda mediana de 28.750 $ mentre que les dones 21.250 $. La renda per capita de la població era de 17.243 $. Entorn del 0,7% de les famílies i el 3,5% de la població estaven per davall del llindar de pobresa.

## Poblacions més properes
El següent diagrama mostra les poblacions més properes.